# Wieża Quistorpa
Wieża Quistorpa (niem. Quistorpturm) – wieża widokowa na Wzgórzu Arkony w Lasku Arkońskim w Szczecinie (Osów), wzniesiona w latach 1900–1904; od końca II wojny światowej w stanie ruiny; wpisana do rejestru zabytków nieruchomych województwa zachodniopomorskiego.

## Historia

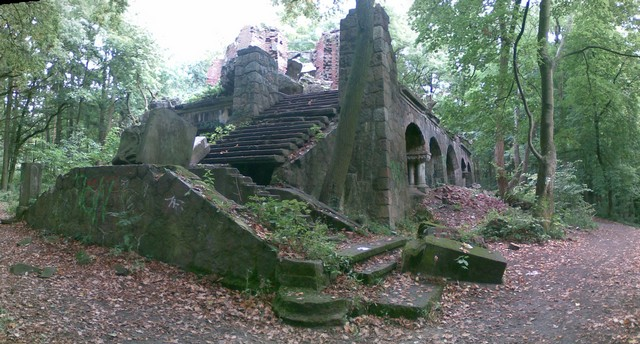
Ruiny wieży (2008)

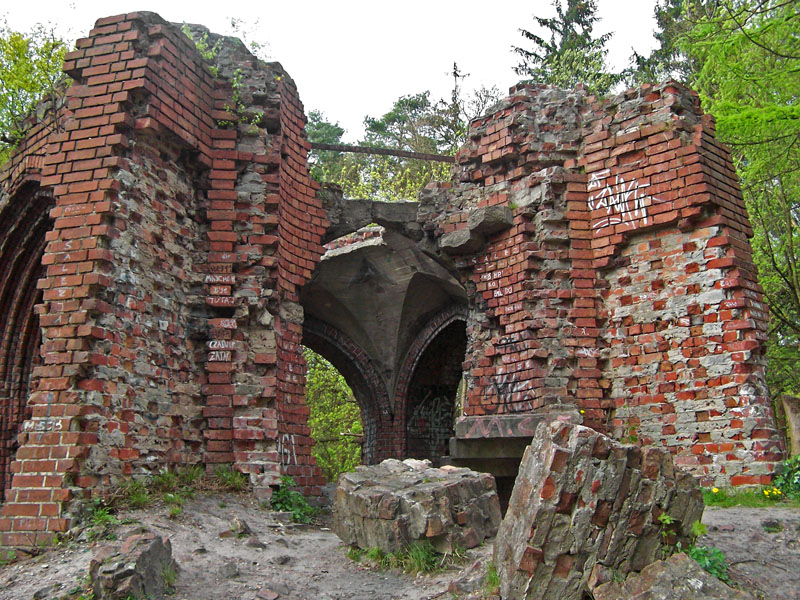
Ruiny wieży, druga kondygnacja (2007)

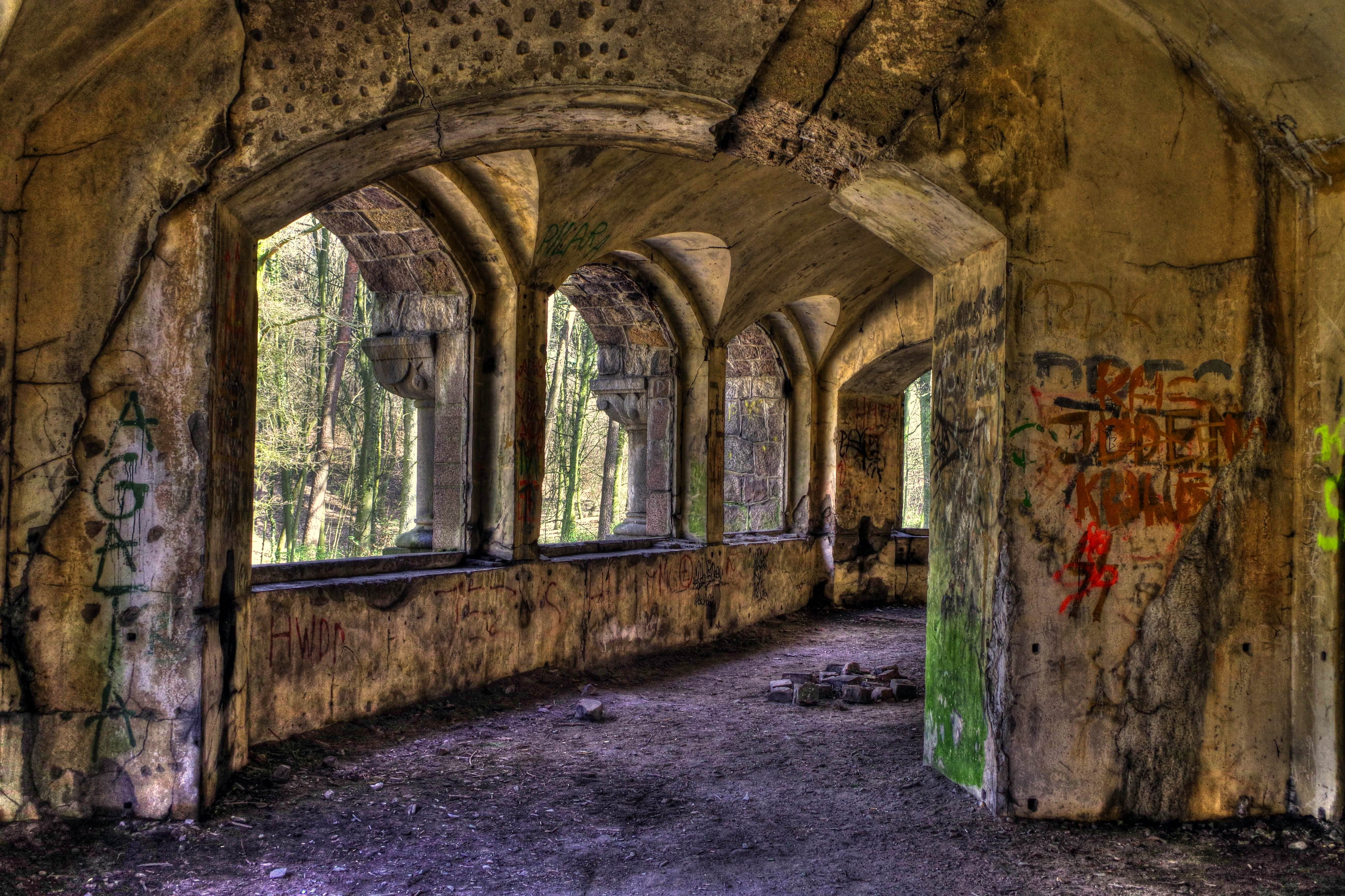
Fragment wnętrza (2016)

Wybudowana została w latach 1900–1904 na polecenie Martina Quistorpa w hołdzie dla ojca Johannesa, szczecińskiego fabrykanta i filantropa, fundatora wielu inwestycji miejskich i bardzo wpływowego człowieka. Wieża Quistorpa wraz z okolicznym obszarem, zagospodarowanym licznymi alejkami i zielenią ogrodową, stanowiła punkt docelowy niedzielnych spacerów szczecinian. Projekt wieży został wykonany przez Franza Schwechtena, jednego z berlińskich architektów, współpracownika Waltera Gropiusa. Schwechten stworzył Zamek Cesarski w Poznaniu, a także w Berlinie, m.in. Kościół Pamięci i Dworzec Anhalcki oraz niektóre budynki w centrum Szczecina, w tym salę koncertową Konzerthaus,  nie zachowaną do obecnych czasów, na której miejscu zbudowano nowy gmach Filharmonii. 
Projekt wieży zatwierdzony został 1 stycznia 1900. 16 lipca tego samego roku wydano zezwolenie na budowę. Budowla gotowa była w stanie surowym 17 lutego 1902 roku, a prace wykończeniowe trwały do odbioru końcowego w dniu 23 marca 1904. Uroczyste otwarcie wieży nastąpiło 14 maja 1904.
Podstawa wieży została zbudowana z ciosów kamienia. Na pierwszej kondygnacji znajdowała się letnia kawiarenka, która dzięki otwartym arkadom, była dostępna z każdej strony. Pomieszczenie przykryte zostało sklepieniem krzyżowym, a zamiast dachu wykonano nad nim taras widokowy. Na dwóch jego narożach znajdowały się monumentalne rzeźby alegoryczne uosabiające Handel i Przemysł autorstwa berlińskiego rzeźbiarza Ludwiga Manzla. W środkowej części tarasu znajdował się sześcioboczny trzon ceglanej wieży, przechodzący powyżej w kształt cylindra zakończonego krenelażem. Powyżej była mniejsza, też cylindryczna wieżyczka (również z krenelażem), która wieńczyła budowlę. Wieża mierzyła 45 metrów wysokości (52 m z masztem) i składała się z dziewięciu kondygnacji. Od strony obecnej ulicy Arkońskiej prowadziły do wieży szerokie, kamienne schody, ułatwiające pokonanie stromego w tej części lasu odcinka drogi.
7 kwietnia 1914 w górną część wieży uderzył piorun i uległa ona uszkodzeniu. Po remoncie i zainstalowaniu instalacji odgromowej udostępniono ją ponownie odwiedzającym gościom. W 1942 na szczycie wieży zainstalowana została stacja radarowa oraz punkt obserwacyjny obrony przeciwlotniczej.
Okoliczności i dokładny czas zburzenia wieży nie są do końca jasne. Jedna spośród wersji mówi, że wieża zniszczona została w 1944 roku wskutek jednego z alianckich nalotów bombowych, inna – że wysadzona była w powietrze przez Niemców w 1945 podczas walk o Szczecin, ponieważ stanowiła łatwy punkt odniesienia dla radzieckiej artylerii. Obecnie na wzgórzu znajdują się fragmenty budowli, częściowo zasypane ziemią i zarośnięte. Obok pozostałości znajduje się wejście do podziemi. Pod ziemią istnieje ok. 30-metrowy betonowy korytarz, następnie przechodzący w korytarz drewniany. Jeszcze w latach 80. XX wieku możliwe było przejście korytarza i wyjście kilkadziesiąt metrów od ruin wieży, później wyjście zostało zablokowane zwałami ziemi.
Ruiny wieży obok m.in. Jasnych Błoni, Parku Kasprowicza, willi dawnych dzielnic Westendu i Neu Westendu znalazły się na wytyczonej w 2008 roku ścieżce edukacyjnej „Śladami Quistorpów”. W 2009 roku pod auspicjami miejskiego konserwatora zabytków rozpoczęto prace koncepcyjne dotyczące odbudowy Wieży Quistorpa i udostępnienie jej jako punkt widokowy oraz zagospodarowania na cele turystyczno-użytkowe. W 2011 na koszt miasta budowlę zabezpieczono, ponadto odsłaniając fragmenty oryginalnej posadzki.

## Odniesienia w kulturze
W tym miejscu była kręcona jedna ze scen w filmie Młode wilki.